# Hệ đếm
Hệ đếm (hoặc hệ cơ số) là một hệ thống dùng để thể hiện các chữ số. Đây là một hệ thống các ký hiệu toán học để thể hiện các  số của một tập hợp số, bằng cách sử dụng các chữ số hoặc các ký hiệu một cách nhất quán. Ví dụ: biểu tượng "11" để được hiểu là biểu tượng hệ nhị phân của số 3 hoặc biểu tượng hệ thập phân của số 11.
Lý tưởng nhất, một hệ đếm sẽ:
- Thể hiện một tập hợp hữu ích của các số (ví dụ như các số nguyên, hoặc số hữu tỉ)
- Cung cấp cho mỗi số một biểu hiện duy nhất (hoặc ít nhất một cách trình bày quy chuẩn)
- Phản ánh các cấu trúc đại số và số học của các số.